# La settima alba
La settima alba (The 7th Dawn) è un film del 1964 diretto da Lewis Gilbert.
Il film è ambientato durante il periodo della crisi scoppiata dopo la fine seconda guerra mondiale in Malaysia. Nel 1952, alcuni ex compagni della guerriglia antigiapponese, di diverse nazionalità, si ritrovano di nuovo insieme. Gli anni però non sono passati invano e ciascuno ha maturato esperienze politiche o esistenziali che ora lo oppongono o lo legano agli altri diversamente da come era avvenuto durante l'occupazione. Il paese inoltre, sotto la spinta dei comunisti filo cinesi, è sull'orlo della guerra civile, tanto che i dissidi sfociano in qualche caso nella lotta aperta. Il soggetto è tratto dal libro The Durian Tree (1960) di Michael Keon.

## Trama
Nel 1945 mentre i soldati giapponesi che avevano occupato la Malesia si arrendono, tre amici che hanno combattuto nella Resistenza emergono dalla giungla: Ferris (William Holden) è un americano che ha combattuto a fianco dei malesi, Dhana (Capucine) è una donna per metà francese e per metà vietnamita di cui Ferris è innamorato e Ng (Tetsurô Tanba) è un rivoluzionario comunista anch'egli innamorato di Dhana. Durante la cerimonia di resa giapponese conoscono Trumpey (Michael Goodliffe), il comandante delle truppe britanniche. Poco dopo, Ng lascia Ferris e Dhana per recarsi a Mosca per "completare la sua istruzione". Otto anni dopo scoppia l’insurrezione comunista malese mentre la Gran Bretagna si prepara a concedere pacificamente l’indipendenza della Malesia di lì a quattro anni, proposito a cui i rivoluzionari non credono. Ferris adesso è un ricco proprietario di una vasta piantagione di gomma e Dhana è la sua donna, attivista politica dalla parte del popolo e capo del sindacato della categoria. Ng è diventato un rivoluzionario a tutti gli effetti al comando dei partigiani comunisti che attaccano gli interessi economici britannici.
L'amicizia di Ferris con Ng ha protetto lui e la sua piantagione di gomma dagli attacchi dei rivoluzionari, pertanto, i funzionari britannici chiedono a Ferris di convincere Ng a fermare i suoi attacchi finché non verrà concessa l'indipendenza. Con questa missione, Ferris si reca al quartier generale di Ng ma questi non si fida degli inglesi e rifiuta. Al suo ritorno, Ferris incontra la figlia di Trumphey, Linda (Susannah York). Trumphey è tornato in Malesia con l'incarico di Alto Commissario e darà una festa nella sua residenza, la Carcosa Seri Negara, a cui Linda invita Ferris. Dhana, nel frattempo, organizza una protesta di ciclisti per chiedere a Trumphey di revocare una nuova legge, progettata per prevenire attacchi terroristici, che vieta ai ciclisti di pedalare di notte. Desideroso di costruire buoni rapporti con la gente del posto, Trumphey si dice d'accordo. Durante la festa, a cui Dhane non partecipa, tra Ferris e Linda sembra esserci più di una simpatia. Tutto viene interrotto dall'esplosione di una granata lanciata tra gli invitati da un terrorista e Ferris salva Linda gettandola a terra. Per rappresaglia all'attentato, Trumpey fa bruciare il villaggio dell'attentatore, dove si trova la scuola di Dhana. Dhana è inorridita e dice a Ng che vuole unirsi alla sua causa. Successivamente, Linda cerca di sedurre Ferris nel locale di questi ma lui la rifiuta e poco dopo riceve la notizia che Dhana, in seguito ad una segnalazione anonima, era stata arrestata dalla polizia che aveva rinvenuto degli esplosivi nel cesto della bicicletta. Dhana viene arrestata come terrorista, processata e condannata a morte. Le autorità, però, le offrono di salvarle la vita se Ferris o Dhana riveleranno la posizione dell'accampamento di Ng me entrambi si rifiutano di tradire il loro vecchio amico.
Linda visita Dhana in prigione e questi le chiede di aiutare Ferris ad affrontare la sua morte. Linda è commossa da questa richiesta altruistica e convinta che Dhana sia innocente e, per tale motivo, si consegna a Ng come ostaggio al fine di essere scambiata con la vita di Dhana. Ferris comprende che l'unico modo per salvare Dhana è uccidere Ng e, pertanto, decide di recarsi nella giungla fino al quartier generale di Ng. Le autorità britanniche, allora, gli concedono sette giorni per trovare Ng prima di giustiziare Dhana. Nel frattempo Linda comprende di essere stata un'ingenua: Ng è un fanatico che si preoccupa più dei suoi ideali che della vita delle persone e capisce, ora, di essere una vera prigioniera e che Ng è disposto ad ucciderla se Dhana verrà giustiziata.
Di lì a poco, gli inglesi scoprono l'ubicazione dell'accampamento di Ng e lo attaccano, proprio mentre arriva Ferris che si mette all'inseguimento di Ng che riesce a fuggire dopo aver preso Linda come ostaggio. Ferris li raggiunge, salva Linda e fa prigioniero Ng che s'impegna ad aiutarli a farsi largo nella giungla fino alla costa. Una volta in vista della meta, Ng fugge e mentre sta per essere ripreso da Ferris lo affronta, costringendo Linda a sparargli. Morente, Ng, non solo non richiama una pattuglia di rivoluzionari, salvando Ferris e Linda, ma rivela di essere stato lui ad aver nascosto l'esplosivo nella bicicletta di Dhana, pensando che il sacrificio della vita di un'amata leader della comunità avrebbe causato proteste contro gli inglesi. Ferris e Linda cercano, quindi, di portare, in fretta, a Trumphey la notizia della morte di Ng, prima del giorno dell'esecuzione di Dhana, ma purtroppo arrivano troppo tardi.